# Temporada 1993-1994 del RCD Espanyol
Dades de la Temporada 1993-1994 del RCD Espanyol.

## Fets Destacats
- 31 de juliol de 1993: Amistós: Pau FC 0 - Espanyol 1[4]
- 27 d'agost de 1993: Torneig Ciutat de Barcelona: Espanyol 1 - CR Vasco da Gama 3[5]
- 3 de novembre de 1993: Copa: Espanyol 5 - Almería CF 1[6]
- 8 de gener de 1994: Lliga: Reial Madrid B 0 - Espanyol 3[7]
- 19 de febrer de 1994: Lliga: Vila-real CF 0 - Espanyol 3[8]
- 17 d'abril de 1994: Lliga: CE Castelló 0 - Espanyol 5[9]
- 23 d'abril de 1994: L'Espanyol és proclama campió de Segona Divisió i ascendeix a primera divisió.[10]
- 23 d'abril de 1994: Lliga: Espanyol 4 - Cadis CF 0[11]

## Resultats i Classificació
- Lliga d'Espanya (2a Divisió): Campió  amb 52 punts (38 partits, 20 victòries, 12 empats, 6 derrotes, 59 gols a favor i 25 en contra).
- Copa d'Espanya: L'Espanyol eliminà al Caravaca CF, Almería CF i Vila-real CF, però fou vençut pel Sevilla FC a vuitens de final.
- Copa Catalunya: Eliminà la UE Rubí a quarts i el CE Sabadell FC a semifinals, perdent la final enfront del FC Andorra per penals (0-0 al final del partit).

## Plantilla
| P   | Jugador                 | Lliga | Lliga | Copa d'Espanya | Copa d'Espanya |
| P   | Jugador                 | PJ    | G     | PJ             | G              |
| --- | ----------------------- | ----- | ----- | -------------- | -------------- |
| POR | Toni Jiménez            | 38    | -25   | 1              | 0              |
| POR | Raül Arribas            | -     | -     | 7              | -6             |
| POR | Vicente Biurrun         | -     | -     | -              | -              |
| DEF | Bernardino Serrano Mino | 34    | -     | 6              | -              |
| DEF | Dmitri Kuznetsov        | 32    | 6     | 6              | 2              |
| DEF | Albert Albesa           | 29    | -     | 7              | -              |
| DEF | Torres Mestre           | 29    | -     | 5              | -              |
| DEF | Dmitri Galiamin         | 27    | -     | 7              | -              |
| DEF | José Luis Gallardo      | 13    | 1     | 3              | -              |
| DEF | Eloy Pérez              | 11    | -     | 2              | -              |
| DEF | Mendiondo               | 7     | -     | -              | -              |
| DEF | Santi Cuesta            | 3     | -     | 4              | -              |
| DEF | Andrei Mokh             | -     | -     | -              | -              |
| MIG | Roberto Fresnedoso      | 32    | 3     | 5              | -              |
| MIG | Francisco               | 29    | 5     | 3              | 1              |
| MIG | Arteaga                 | 28    | 4     | -              | -              |
| MIG | Enrique Ayúcar          | 21    | -     | 4              | 1              |
| MIG | Ángel Luis              | 17    | -     | 6              | 1              |
| MIG | Jaume Garcia            | 13    | -     | 7              | -              |
| MIG | Juan José Elgezábal     | 4     | -     | 3              | -              |
| MIG | Vicente Fernández       | -     | -     | 1              | -              |
| DAV | Jordi Lardín            | 31    | 9     | 5              | 2              |
| DAV | Ígor Kornéiev           | 27    | 8     | 7              | 4              |
| DAV | Velko Iotov             | 26    | 13    | 3              | 1              |
| DAV | Lluís Gonzàlez          | 23    | 4     | 4              | 3              |
| DAV | Gregorio Fonseca        | 19    | 6     | 3              | 2              |
| DAV | Manuel Serrano          | 1     | -     | 1              | -              |
| DAV | Lluís Codina            | -     | -     | 2              | 1              |